# TO1
TO1(티오원)은 웨이크원 소속으로 2020년 4월 1일에 데뷔한 대한민국의 8인조 보이 그룹이다. 2019년 Mnet에서 방영된 《TO BE WORLD KLASS》로 선발되어 결성되었다. 팀명은 "우리는 하나"라는 뜻을 갖고 있다. 원래 그룹명은 TOO였으나 TO1으로 그룹명을 변경하였다.

## 이전 구성원
| 이름   | 소개 |
| ------ | --- |
| 재윤   | - 본명 : 이재윤 (李宰潤) - 생년월일 : 2000년 8월 16일(24세) - 출생지 : 대한민국 대구광역시 북구 - 학력 : 구암고등학교 (중퇴) - 활동기간 : 2020년 4월 1일 ~ 2023년 12월 31일                                             |
| 동건   | - 본명 : 송동건 (宋東建) - 생년월일 : 1999년 7월 15일(25세) - 출생지 : 대한민국 충청북도 청주시 - 학력 : 인천공항고등학교 (졸업) - 활동기간 : 2020년 4월 1일 ~ 2023년 12월 31일                                         |
| 찬     | - 본명 : 조찬혁 (趙燦爀) - 생년월일 : 1999년 12월 8일(25세) - 출생지 : 대한민국 충청남도 천안시 - 학력 : 한림연예예술고등학교 (중퇴) - 활동기간 : 2020년 4월 1일 ~ 2023년 12월 31일                                     |
| 지수   | - 본명 : 최지수 (磪知秀) - 생년월일 : 2000년 1월 19일(25세) - 출생지 : 대한민국 부산광역시 수영구 남천동 - 학력 : 부산중앙고등학교 (졸업) - 활동기간 : 2020년 4월 1일 ~ 2023년 12월 31일                                |
| J.YOU  | - 본명 : 김제유 (金帝儒) - 생년월일 : 2000년 11월 2일(24세) - 출생지 : 대한민국 경상남도 창원시 - 학력 : 창원문성고등학교 (전학) - 활동기간 : 2020년 4월 1일 ~ 2023년 12월 31일                                         |
| 경호   | - 본명 : 장경호 (張卿昊) - 생년월일 : 2001년 5월 7일(24세) - 출생지 : 대한민국 서울특별시 강남구 압구정동 - 학력 : 한림연예예술고등학교 실용무용과 (졸업) - 활동기간 : 2020년 4월 1일 ~ 2023년 12월 31일                |
| 다이고 | - 본명 : 코바야시 다이고 (小林大悟) - 생년월일 : 2002년 1월 21일(23세) - 출생지 : 일본 - 활동기간 : 2022년 6월 17일 ~ 2023년 12월 31일                                                                                  |
| 여정   | - 본명 : 전여여정 (全如如正) - 생년월일 : 2005년 1월 29일(20세) - 출생지 : 대한민국 - 활동기간 : 2022년 6월 17일 ~ 2023년 12월 31일                                                                                     |
| 최치훈 | - 본명 : 최치훈 (磪致勳) - 생년월일 : 1999년 4월 27일(26세) - 출생지 : 대한민국 인천광역시 남동구 - 학력 : 서해고등학교 (졸업) - 활동기간 : 2020년 4월 1일 ~ 2022년 4월 30일                                            |
| 민수   | - 본명 : 김민수 (金旻秀) - 생년월일 : 2000년 3월 20일(25세) - 출생지 : 대한민국 충청북도 청주시 - 학력 : 국제사이버대학교 엔터테인먼트과 (재학) - 활동기간 : 2020년 4월 1일 ~ 2022년 6월 17일                           |
| 제롬   | - 본명 : 오성민 (吳性珉) - 생년월일 : 2001년 8월 25일(23세) - 출생지 : 대한민국 경기도 수원시 팔달구 - 학력 : 천천고등학교 (졸업) - 관련활동 : 현재 그룹 원팩트로 활동 중 - 활동기간 : 2020년 4월 1일 ~ 2022년 6월 17일 |
| 차웅기 | - 본명 : 차웅기 (車雄基) - 생년월일 : 2002년 4월 23일(23세) - 출생지 : 대한민국 서울특별시 노원구 - 학력 : 동서울대학교 연기예술과 (재학) - 활동기간 : 2020년 4월 1일 ~ 2022년 6월 17일                                 |
| 렌타   | - 본명 : 니시지마 렌타 (西島蓮汰) - 생년월일 : 2003년 2월 16일(22세) - 출생지 : 일본 - 활동기간 : 2022년 6월 17일 ~ 2023년 9월 22일                                                                                     |